# Junius Hillyer
Junius Hillyer (* 23. April 1807 im Wilkes County, Georgia; † 21. Juni 1886 in Decatur, Georgia) war ein US-amerikanischer Politiker. Zwischen 1851 und 1855 vertrat er den Bundesstaat Georgia im US-Repräsentantenhaus.

## Werdegang
Junius Hillyer studierte bis 1828 an der University of Georgia in Athens. Nach einem anschließenden Jurastudium und seiner Zulassung als Rechtsanwalt begann er in Athens in seinem neuen Beruf zu arbeiten. Im Jahr 1834 wurde er Staatsanwalt im westlichen Gerichtsbezirk des Staates Georgia. Zwischen 1841 und 1845 war Hillyer Bezirksrichter. Politisch war er zunächst Unionist. Später wurde er Mitglied der Demokratischen Partei.
Bei den Kongresswahlen des Jahres 1850 wurde er als Unionist im sechsten Wahlbezirk von Georgia in das US-Repräsentantenhaus in Washington, D.C. gewählt, wo er am 4. März 1851 die Nachfolge von Howell Cobb antrat. Im Jahr 1852 wurde er als Kandidat der Demokraten wiedergewählt. Damit konnte er bis zum 3. März 1855 zwei Legislaturperioden im Kongress absolvieren. Diese waren von den Ereignissen und Diskussionen im Vorfeld des Amerikanischen Bürgerkrieges bestimmt. Zwischen 1853 und 1855 war Hillyer Vorsitzender des Ausschusses für private Landansprüche.
Nach seinem Ausscheiden aus dem US-Repräsentantenhaus war Hillyer zwischen 1857 und 1851 als Anwalt des Bundesfinanzministeriums angestellt. Dieses Amt gab er im Februar 1861, nach dem Austritt seines Heimatstaates Georgia aus der Union, auf. In den folgenden Jahren ist er politisch nicht mehr in Erscheinung getreten. Er starb am 21. Juni 1886 in Decatur. Junius Hillyer war mit Jane S. Hillyer (1807–1880) verheiratet.